# Otto Brunfels
Otto Brunfels (født 1488 i Mainz, død 1534 i Bern) var en tysk læge og botaniker.
Brunfels, der oprindelig var teolog, trådte i Strassburg over til protestantismen, men kom i øvrigt, da han senere mere og mere hældede til de gammel-evangeliske brødremenigheders grundsætninger, i konflikt med Luther og Zwingli. Som botanisk forfatter hører han til botanikkens fædre; ligesom Bock og Fuchs optrådte han som urtebogsforfatter, og hans 
værk fra 1530, Herbarum vivæ icones ("Kontrafeyt Kräuterbuch", tysk udgave 1532—37) betegner et vigtigt punkt i botanikkens historie, idet han i træsnit lod de af ham selv iagttagne planter afbilde og forsyne med tyske navne. Man finder i hans bog i modsætning til tidligere tiders yderst magre litteratur en første begyndelse til den senere videnskabelige udvikling, botanikken kom ind i.